# 西宮市立北夙川小学校
西宮市立北夙川小学校（にしのみやしりつ きたしゅくがわしょうがっこう）は、兵庫県西宮市石刎町に所在する公立小学校。

## 沿革
- 1966年（昭和41年）4月1日 - 開校。

## 通学区域
- 南越木岩町、老松町（1～17、19番）、西平町、松風町、石刎町、樋之池町（1～15、22～27番）、豊楽町、桜町[1]

※卒業後は基本的に西宮市立苦楽園中学校に進学する。

## 通学区域が隣接している学校
- 西宮市立苦楽園小学校
- 西宮市立神原小学校
- 西宮市立夙川小学校
- 芦屋市立岩園小学校